# Comté de Grenada
Le comté de Grenada est situé dans l’État du Mississippi, aux États-Unis. Il comptait 21 629 habitants en 2020. Son siège est Grenada.